# Lambareiði
Lambareiði is een dorp dat behoort tot de gemeente Runavíkar kommuna in het zuidoosten van het eiland Eysturoy op de Faeröer. Lambareiði heeft 14 inwoners. De postcode is FO 626.